# Ana Afonso
Ana Carla Coelho Afonso (Faro, 24 de abril de 1976 — Lisboa, 2 de janeiro de 2024), foi uma modelo e atriz portuguesa.

## Biografia
A atriz fez parte do elenco da novela O Teu Olhar, exibida entre 2003 e 2004 na TVI, e participou no reality show Quinta das Celebridades, onde teve um romance com o ator e político brasileiro Alexandre Frota. Ana Afonso participou também na série Maré Alta, exibida entre 2004 e 2005 na SIC.. A atriz participou também em inúmeros shots publicitários a nível nacional e internacional assim como foi interveniente num filme nacional estreado em 2022 intitulado "Lulu".
Numa entrevista, em 2023, a Júlia Pinheiro, na SIC, a atriz confessou problemas com o consumo de álcool no passado e revelou que tinha um filho com autismo.
Deixou três filhos: Beatriz, de 22 anos, fruto do casamento com João Melo, vocalista da banda Fúria do Açúcar, bem como Diogo e Alice, de 13 e 10 anos, do relacionamento que manteve com Rodrigo Brito.

## Filmografia
| Ano       | Trabalho                 | Personagem        | Emissora       |
| --------- | ------------------------ | ----------------- | -------------- |
| 1997      | Abstracto                |                   | Filme          |
| 1998–1999 | Os Lobos                 | Tilde             | RTP            |
| 1998      | Terra Mãe                | Amiga de Fernanda | RTP            |
| 1999      | Cromos de Portugal       | –                 | RTP            |
| 2000–2001 | Ajuste de Contas         | Prostituta        | RTP            |
| 2000–2003 | Super Pai                | Rosa              | TVI            |
| 2003      | Amanhecer                | Sara              | TVI            |
| 2003–2004 | O Teu Olhar              | Palmira Lapa      | TVI            |
| 2004      | Quinta das Celebridades  | Participante      | TVI            |
| 2004–2005 | Maré Alta                | –                 | SIC            |
| 2006      | Eu não quero morrer hoje | –                 | Curta-metragem |
| 2007      | Dias Escuros             | Victória          | Curta-metragem |
| 2008      | 1ª Vez, 16mm             | Bárbara           | Filme          |
| 2017      | Sim, Chef!               | Cliente           | RTP            |
| 2022      | Lulu                     | Vanessa           |                |